# Фернандо Шерер
Ферна́ндо Ше́рер (порт. Fernando Scherer, 6 жовтня 1974) — бразильський плавець.
Призер Олімпійських Ігор 1996, 2000 років, учасник 2004 року.
Призер Чемпіонату світу з водних видів спорту 1994 року.
Чемпіон світу з плавання на короткій воді 1993, 1995 років.
Переможець Панамериканських ігор 1995, 1999, 2003 років.
Переможець літньої Універсіади 1995 року.